# Bloedbad van Aïgbado
Het bloedbad van Aïgbado vond plaats in 2022, toen er op 16 en 17 januari minstens 65 burgers werden gedood door Russische huurlingen van de Wagnergroep. Zij werden ondersteund door Centraal Afrikaanse strijdkrachten in de dorpen Aïgbado en Yanga in Haute-Kotto in de Centraal Afrikaanse Republiek tijdens een gevechtsoperatie tegen rebellen van de Coalitie van Patriotten voor Verandering (Coalition des patriotes pour le changement).

## Aanval
Op 16 januari 2022, kort voor het middaguur, vertrokken zwaarbewapende huurlingen van de Wagnergroep Bria in de richting van N'dele. Toen ze aankwamen in het dorp Aïgbado, 75 kilometer vanaf Bria, ontstond er paniek onder de plaatselijke bevolking. De huurlingen begonnen willekeuring de menigte in te schieten. Ze verbrandden ook tientallen huizen. Rebellen van de Unie voor Vrede in de Centraal Afrikaanse Republiek die in de buurt waren vielen de Wagnergroep aan waarbij 4 huurlingen gewond raakten. Later trok de Wagnergoep naar het dorp Yanga, 70 kilometer verderop. Twee huurlingen stierven later aan hun verwondingen, hun lichamen werden naar Bangui gebracht. Er werd door Wagner een basis opgezet in Aïgbado, naar verluidt mocht niemand het dorp verlaten. Volgens andere bronnen mochten enkel gewonde vrouwen en kinderen het dorp verlaten. Na deze gebeurtenissen legde de Wagnergroep landmijnen om te voorkomen dat vredessoldaten het dorp konden bereiken. In februari konden hulpverleners de omgeving nog steeds niet bereiken.
Minstens 65 mensen zijn tijdens dit incident gedood. Enkelen waren geraakt door kogels van zware wapens tijdens de aanval, anderen werden uit de omliggende omgeving opgepakt en geëxecuteerd. Onder de slachtoffers waren vrouwen en ten minste twee kinderen. Lokale vissers meldden ten minste 14 lichamen, waaronder vrouwen en kinderen, uit de rivier de Kotto gevist te hebben. 756 mensen werden gedwongen naar Boungou te vluchten. Huizen werden geplunderd en in brand gestoken tijdens het incident.

## Reacties
Vredestroepen van de Verenigde Naties (MINUSCA) zette naar verluidt een humanitair team in in de regio om de situatie te beoordelen en de moorden te onderzoeken. De regering van Centraal Afrikaanse Republiek ontkende officieel dat er tijdens de operatie burgerdoden gevallen zouden zijn.